# マダガスカルシリーズ
『マダガスカル』シリーズは、ドリームワークス・アニメーションが製作したアメリカ合衆国の3Dコンピュータアニメーションシリーズである。

## 作品

### 映画

#### マダガスカル（2005年）
『マダガスカル』（Madagascar）は、2005年のCGアニメーション映画。ドリームワークス・アニメーション作品。ニューヨークの動物園から逃げ出した4頭の動物たちが繰り広げるコメディである。

#### マダガスカル2（2008年）
『マダガスカル2』（原題: Madagascar: Escape 2 Africa）は、2008年のアニメーション映画である。ドリームワークス作品。ニューヨークの動物園から逃げ出した動物たちが繰り広げるコメディで、『マダガスカル』の続編。日米ともに前作に続き、アレックス、マーティ、グロリア、メルマンなど、同じ声優が勢ぞろいした。
日本版では、大橋のぞみがCM出演した。また、本作からドリームワークスのアニメ映画の日本での配給元がアスミック・エースからパラマウント・ジャパンに変更された。

#### マダガスカル3 (2012年)
『マダガスカル3』(原題：Madagascar 3: Europe's Most Wanted）は、2012年に公開されたアニメーション映画。ニューヨークの動物園から逃げ出した4頭の動物たちが主役の、ドリームワークス・アニメーション『マダガスカル』シリーズの第3作にして最終章。日米ともに、前2作に引き続き主要キャストに同じ声優が勢揃いした。シリーズ初の3D作品。

### テレビシリーズ

#### ザ・ペンギンズ from マダガスカル (2009年-2014年)
『ザ・ペンギンズ from マダガスカル』（原題：The Penguins of Madagascar、略称：PoM）は、2008年11月28日よりアメリカで放送されているニコロデオン及びドリームワークス・アニメーション製作のコンピュータグラフィックスコメディアニメシリーズ。

#### バンザイ! キング・ジュリアン (2014年-2017年)
『バンザイ! キング・ジュリアン』（All Hail King Julien）は、アメリカのNetflixで配信されているWebアニメ。バンザイ! キング・ジュリアン 亡命編（All Hail King Julien EXILED）についても述べる。

### テレビスペシャル

#### メリー・マダガスカル (2009年)
『メリー・マダガスカル』（Merry Madagascar）は、2009年11月17日にNBCネットワークで最初に放送されたクリスマススペシャル。

## キャラクター

### メイン4
アレックス (Alex the Lion)
声優 - 玉木宏 (映画シリーズ)、花輪英司 (テレビシリーズ)/ベン・スティラー (映画シリーズ)、ワリー・ウィンガート　(テレビシリーズ)
本作の主人公のライオン。セントラル・パーク動物園の人気者。ダンスが得意でステーキが大好物。マーティとは幼馴染で仲がいいが、マーティが野生に出たと知って以来、仲違いしてしまう。その後、マーティと和解するも野生に飛び出したことで、彼の本性が出てしまう。
マーティ (Marty the Zebra)
声優 - 柳沢慎吾/クリス・ロック
シマウマ。チームのムードメーカーで、動物園ではギャグで盛り上げる。本作で10歳の誕生日を迎え、いつか「野生の生活に出たい」という憧れを持つ。それがマーティの人生を変えることになる。
グロリア (Gloria the Hippo)
声優 - 高島礼子/ジェイダ・ピンケット・スミス
カバ。チームの紅一点。チームの中では一番の力持ちで、喧嘩するアレックスとマーティのお目付け役。
メルマン (Melman the Giraffe)
声優 - 岡田義徳/デヴィッド・シュワイマー
キリン。チームの中では一番背が高いが、臆病で病気持ち。

### ペンギンズ
隊長 (Skipper)
声優 - 山崎弘也→飛田展男/トム・マクグラス
ペンギンズのリーダー。マーティを「白黒仲間」と呼び、彼に「野生へ出る」と語る。しかし、彼らの着いた野生は想像以上に最悪だったので、マダガスカルで暮らすことを決意する。
新人 (Private)
声優 - 柴田英嗣→石田泰弘/クリストファー・ナイツ、ジェームズ・パトリック・スチュワート（TV版）
ペンギンズでは見習いで最年少。オトリ役になるなど不運な目にあう。
コワルスキー (Kowalski)
声優 - 手塚秀彰、石井康嗣（TV版)/クリス・ミラー、ジェフ・ベネット（TV版）
ペンギンズの頭脳担当。他のメンバーと比べて背が高く、ほっそりとしている。
リコ (Rico)
声優 - 関貴昭、岩崎正寛 (TV版)/ジェフリー・カッツェンバーグ —> コンラッド・ヴァーノン、ジョン・ディマジオ (TV版)
ペンギンズのトラブルメーカー。見た目は隊長に似ているが、ほとんど話さない。口の中から物を出すことが可能。

### マダガスカル
キング・ジュリアン
声優 - 小木博明→塩屋浩三、佐藤せつじ（TV版)/サシャ・バロン・コーエン、ダニー・ジェイコブズ　(TV版)
マダガスカル島の王様で、キツネザルのリーダー。ダンスが大好き。フォッサに襲われてばかりで、アレックスを用心棒にするも、彼の本性を知った直後に彼を追放するが、逆にフォッサを追い払ったことで彼を認めるようになる。
モーリス
声優 - 矢作兼→宝亀克寿/セドリック・ジ・エンターテイナー、ケビン・マイケル・リチャードソン
キング・ジュリアンの執事。アレックスを「フォッサより危険だ」と思っており、彼の本性をマーティ達に語る。
モート
声優 - 山口勝平、岡林史泰（TV版)/アンディ・リクター
キング・ジュリアンの付き添い。当初はアレックスを怖がっていたが、いつの間にか友好的になっていた。子供っぽく無邪気で、可愛らしい一面も。